# Freak Puke
Freak Puke è un album discografico in studio del gruppo musicale sludge metal statunitense Melvins, pubblicato nel 2012 con il nome Melvins Lite.

## Tracce
Tutte le tracce sono dei Melvins tranne dove indicato.
1. Mr. Rip-Off – 5:52
2. Inner Ear Rupture – 1:56
3. Baby Won’t You Weird Me Out – 3:50
4. Worm Farm Waltz – 3:54
5. A Growing Disgust – 4:28
6. Leon Versus the Revolution – 2:47
7. Holy Barbarians – 2:31
8. Freak Puke – 2:46
9. Let Me Roll It – 4:30 (Paul McCartney)
10. Tommy Goes Berserk – 9:40

## Formazione
- King Buzzo - chitarra, voce
- Dale Crover - batteria, voce
- Trevor Dunn - basso, voce